# Suối Khe Lan
Khe Lan là một con suối đổ ra Sông Ba Chẽ. Sông có chiều dài 27 km và diện tích lưu vực là 107 km². Khe Lan chảy qua các tỉnh Lạng Sơn, Quảng Ninh.